# Henri Pascal de Rochegude
Henri Pascal (Paschal) de Rochegude (* 18. Dezember 1741 in Albi; † 16. März 1834 ebenda) war ein französischer Admiral, Parlamentarier, Romanist und Provenzalist.

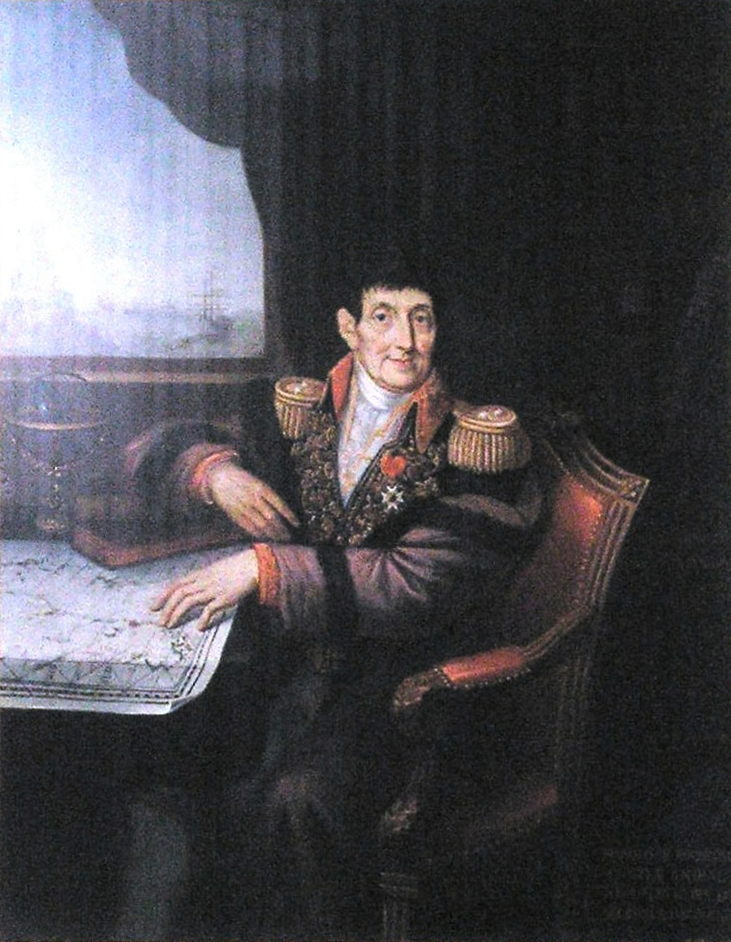
Henri Pascal de Rochegude

## Leben
Rochegude nahm als Marineoffizier am Amerikanischen Unabhängigkeitskrieg teil. Während der Französischen Revolution war er (als Bürgermeister von Albi) Abgeordneter in der Generalversammlung, in der Konstituierenden Versammlung, im Konvent und im Rat der Fünfhundert. 1799 beendete er seine politische und militärische Karriere (als Contre-amiral), zog sich nach Albi zurück und lebte seinen provenzalistischen und bibliophilen Studien, die ihn mit Antoine Fabre d’Olivet und François-Juste-Marie Raynouard in eine Reihe stellen. Er vermachte der Stadt Albi sein Vermögen und seine bedeutende Bibliothek. In Albi trägt eine Straße seinen Namen.

## Politik
Rochegude war Abgeordneter in Nationalkonvent und Mitglied im legislativen Teil der Regierung dem Allgemeinen Verteidigungsausschuss.

## Werke
- Essai d’un glossaire occitanien, pour servir à l’intelligence des poésies des troubadours, Toulouse 1819 (mit wichtigem Vorwort)
- (Hrsg.) Le Parnasse occitanien, ou Choix de poésies originales des troubadours, tirées des manuscrits nationaux, Toulouse 1819, Genf 1977 (Manuskript 1809 druckfertig, 49-seitiges Vorwort)